# Barrière de l’Est
Barrière de l’Est nennt man ein von der französischen Diplomatie des 17. und 18. Jahrhunderts angestrebtes und teilweise auch verwirklichtes Bündnissystem Frankreichs in Osteuropa.

## Entstehungsgeschichte
Von Kardinal Richelieu ursprünglich zur Einkreisung des Habsburgerreichs konzipiert, zielte die französische Barrière-de-l’Est-Diplomatie seit dem Ende der 1720er Jahre vor allem auf eine Isolierung Russlands. Nachdem der Versuch, das im Großen Nordischen Krieg zur Großmacht aufgestiegene Russische Reich in Frankreichs Bündnissystem zu integrieren, gescheitert und Russland stattdessen ein Bündnis mit Österreich eingegangen war, kam der Barrière de l’Est die Bestimmung zu, den russischen Einfluss auf die europäische Politik einzudämmen und so die habsburgische Allianz zu neutralisieren.
Die potenziellen Partner in der Barrière de l’Est waren in erster Linie die unmittelbaren Nachbarn Russlands: Schweden, Polen-Litauen und das Osmanische Reich; diese sollten durch diplomatische, finanzielle und notfalls auch militärische Hilfen seitens Frankreichs in ihren jeweiligen Defensiv- beziehungsweise Revancheinteressen gegenüber Russland unterstützt und zu einem zumindest informellen antirussischen Bündnis unter französischer Führung vereinigt werden. De facto kam es nie zur umfassenden Aktivierung der Barrière de l’Est als Militärbündnis, sondern lediglich zu solchen Konflikten einzelner Barrière-de-l’Est-Staaten mit Russland, an deren Entfesselung beziehungsweise Beilegung die französische Barrière-de-l’Est-Diplomatie einen gewissen Anteil hatte. Dies war so im Polnischen Thronfolgekrieg, im schwedisch-russischen Krieg von 1741 bis 1743 oder im russisch-osmanischen Krieg von 1768 bis 1774. Allerdings stellte die im System der Barrière de l’Est begründete Möglichkeit eines durch Frankreich gesteuerten gleichzeitigen Angriffs auf alle europäischen Grenzen des russischen Imperiums eine reale Bedrohung dar, und die Abwehr dieser Gefahr blieb bis in die 1770er Jahre die vorrangige Aufgabe der russischen Außenpolitik in Europa.